# Matteo Garrone
Matteo Garrone (* 15. října 1968, Řím) je italský filmový režisér a scenárista, který v roce 2008 obdržel za film Gomorra Evropskou filmovou cenu za nejlepší film roku. Literární předlohou mu byl stejnojmenný román jeho krajana Roberta Saviana, pojednávací o italské mafii Camorra.